# 地域医療機能推進機構天草中央総合病院
地域医療機能推進機構天草中央総合病院（ちいきいりょうきのうすいしんきこう あまくさちゅうおうそうごうびょういん）は、独立行政法人地域医療機能推進機構が熊本県天草市に設置する病院。二次救急の救急告示病院、熊本県災害拠点病院である。通称JCHO天草中央総合病院（ジェイコーあまくさちゅうおうそうごうびょういん）。

## 診療科
- 内科
- 循環器科
- 小児科
- 外科
- 整形外科
- 脳神経外科
- 皮膚科
- 産婦人科
- 耳鼻咽喉科
- 放射線科
- 麻酔科
- リハビリテーション科
- 歯科口腔外科

## 医療機関の指定・認定
- 保険医療機関[1]
- 労災保険指定医療機関[1]
- 指定自立支援医療機関（精神通院医療）[1]
- 身体障害者福祉法指定医の配置されている医療機関[1]
- 生活保護法指定医療機関[1]
- 結核指定医療機関[1]
- 指定養育医療機関[1]
- 戦傷病者特別援護法指定医療機関[1]
- 原子爆弾被害者医療指定医療機関[1]
- 第二種感染症指定医療機関[1][2]
- 公害医療機関[1]
- 母体保護法指定医の配置されている医療機関[1]
- 災害拠点病院（地域[3]）[1]
- 臨床研修病院[1]
- 特定疾患治療研究事業委託医療機関[1]
- DPC対象病院[1]
- 指定小児慢性特定疾病医療機関[1]
- 難病の患者に対する医療等に関する法律(平成26年法律第50号)に基づく指定医療機関[1]
- がん診療連携拠点病院（県指定）[3]
- 脳卒中回復期医療機関[3]
- 救急告示病院（二次救急）[3]
- 熊本DMAT指定病院[3]
- 地域周産期中核病院[3]

## 交通アクセス
- のってみゅうかー 天草市本渡市街地循環バス（産交バス）「天草中央総合病院停留所」下車（敷地内）[4]